# Каррик-он-Шаннон
Каррик-он-Шаннон (англ. Carrick-on-Shannon; ирл. Cora Droma Rúisc, Кора-Дрома-Рушк, «плотина на болотном перевале») — (переписной) посёлок в Ирландии, административный центр графства Литрим (провинция Коннахт), а также его крупнейший город.
Местная железнодорожная станция была открыта 3 декабря 1862 года.
Город-побратим поселения —  Сесон-Севинь.

## Демография
Население — 3163 человека (по переписи 2006 года). В 2002 году население составляло 2237.
Данные переписи 2006 года:
| Общие демографические показатели |               |                               |                               |      |      |
| Всё население                    | Всё население | Изменения населения 2002—2006 | Изменения населения 2002—2006 | 2006 | 2006 |
| 2002                             | 2006          | чел.                          | %                             | муж. | жен. |
| 2237                             | 3163          | 926                           | 41,4                          | 1559 | 1604 |

В нижеприводимых таблицах сумма всех ответов (столбец «сумма»), как правило, меньше общего населения населённого пункта (столбец «2006»).
| Религия (Тема 2 — 5 : Число людей по религиям, 2006) |             |                |             |            |       |      |
| Католики, чел.                                       | Католики, % | Другая религия | Без религии | не указано | сумма | 2006 |
| 2707                                                 | 85,6        | 266            | 147         | 43         | 3163  | 3163 |

| Этно-расовый состав (Этничность. Тема 2 — 3 : Постоянное население по этническому или культурному происхождению, 2006) |            |              |       |        |        |            |       |       |
| Белые ирландцы | Лухт-шулта | Другие белые | Негры | Азиаты | Другие | Не указано | сумма | 2006  |
| 2279 | 95         | 482          | 11    | 69     | 103    | 43         | 3082  | 3163  |
| Доля от всех отвечавших на вопрос, %                                                                                   |            |              |       |        |        |            |       |       |
| 73,9 | 3,1        | 15,6         | 0,4   | 2,2    | 3,3    | 1,4        | 100   | 97,41 |

1 — доля отвечавших на вопрос о языке от всего населения.
| Владение ирландским языком (Тема 3 — 1 : Число людей от 3 лет и старше по способности говорить по-ирландски, 2006) |      |            |       |       |
| Владеете ли Вы ирландским языком?                                                                                  |      |            |       |       |
| Да | Нет  | Не указано | сумма | 2006  |
| 1221 | 1725 | 95         | 3041  | 3163  |
| Доля от всех отвечавших на вопрос о языке, %                                                                       |      |            |       |       |
| 40,2 | 56,7 | 3,1        | 100   | 96,11 |

1 — доля отвечавших на вопрос о языке от всего населения.
| Использование ирландского языка (Тема 3 — 2 : Говорящие по-ирландски от 3 лет и старше по частоте использования ирландского языка, 2006) |                                                            |                                               |                                               |                                               |                                               |                                               |       |                                     |      |
| Как часто и где Вы говорите по-ирландски?                                                                                                |                                                            |                                               |                                               |                                               |                                               |                                               |       |                                     |      |
| ежедневно, только в образовательных учреждениях                                                                                          | ежедневно, как в образовательных учреждениях, так и вне их | в других местах (вне образовательной системы) | в других местах (вне образовательной системы) | в других местах (вне образовательной системы) | в других местах (вне образовательной системы) | в других местах (вне образовательной системы) | сумма | всего, отвечавших на вопрос о языке | 2006 |
| ежедневно, только в образовательных учреждениях                                                                                          | ежедневно, как в образовательных учреждениях, так и вне их | ежедневно                                     | каждую неделю                                 | реже                                          | никогда                                       | не указано                                    | сумма | всего, отвечавших на вопрос о языке | 2006 |
| 278 | 4                                                          | 38                                            | 64                                            | 436                                           | 381                                           | 20                                            | 1221  | 3041                                | 3163 |
| Доля от всех отвечавших на вопрос о языке, %                                                                                             |                                                            |                                               |                                               |                                               |                                               |                                               |       |                                     |      |
| 9,1 | 0,1                                                        | 1,2                                           | 2,1                                           | 14,3                                          | 12,5                                          | 0,7                                           | 40,2  | 100                                 |      |

| Типы частных жилищ (Тема 6 — 1(a) : Число частных домовладений по типу размещения, 2006) |          |         |                 |            |       |      |
| Отдельный дом                                                                            | Квартира | Комната | Переносные дома | не указано | сумма | 2006 |
| 918                                                                                      | 200      | 7       | 16              | 31         | 1172  | 3163 |